# グルタルアルデヒド
グルタルアルデヒド (glutaraldehyde) は、有機化合物で、アルデヒドの一種。グルタールアルデヒドとも呼ばれる。IUPAC命名法では 1,5-ペンタンジアール (1,5-Pentanedial)。無色またはわずかに薄い黄色の液体で、特異な刺激臭がある。生物標本の固定液、また殺菌剤として使われる。

## 性質
水、アルコール、アセトンに易溶。比較的不安定で、加熱すると重合することがある。また、酸化によってグルタル酸に変化する。

## 固定液として
生化学や形態学など生物学分野においては固定液として利用される。特に電子顕微鏡（透過型、走査型双方）観察用の標本調整では、固定力が強く、細胞の微細構造をよく保存するので基本的な固定液として重要である。植物プランクトンの標本固定にも、通常グルタルアルデヒドが用いられる。ホルムアルデヒド（水溶液はホルマリン）よりも細胞内への浸透は遅いが、固定力は強い。ホルマリン同様酵素活性や免疫学的活性もある程度保存するが、これらの保存性はホルマリンの方がよい。そのため、しばしばこれらの2つのアルデヒドを併用して互いの欠点を補うような用い方をする。オスミウム酸より少し速く細胞に浸透するが、透過型電子顕微鏡観察に際しては切片の電子染色効果が低いので、オスミウム酸固定と併用する。
固定液としての主要な反応は、タンパク質のリジン残基のε-アミノ基との間で起こるが、α-アミノ基やSH基との間でも起こり、分子間架橋を形成する。ひとつのグルタルアルデヒド分子が単独で架橋形成を起こせるとは考えられていない。水溶液中に形成された2量体や3量体といった重合体や、それらがアルドール縮合を起こした不飽和アルデヒドが、分子間架橋を形成すると考えられている。

## 毒性
グルタルアルデヒドは強い毒性と刺激性を持つが、発癌性の証拠は存在しない。
ただし、グルタルアルデヒドが多用されている病院の内視鏡検査室とレントゲン写真現像室（現像液に含まれている）においては気化したグルタルアルデヒドがこもり易く、多用されるようになった1980年代以降、ホルムアルデヒド同様に化学物質過敏症が多発していると海外では指摘されている。

## 殺菌剤として
グルタルアルデヒドは殺菌消毒薬として利用され、2～20％溶液がグルタラールやステリハイド等の名称で販売されている。主に医療機器の滅菌、殺菌、消毒に用いられる。ほとんど全ての細菌、真菌、芽胞、ウイルスに有効である。作用機序は細胞質のアミノ基の部分をアルキル化することによる。炭疽菌の芽胞にも有効であり、ホルムアルデヒド、次亜塩素酸ナトリウム、過酸化水素、過酢酸とともに WHO（世界保健機関）が炭疽菌の消毒薬として推奨する消毒薬の一つである。人体へは毒性が強いために使用できない。